# Rumohra lokohensis
Rumohra lokohensis är en träjonväxtart som beskrevs av Tard. Rumohra lokohensis ingår i släktet Rumohra och familjen Dryopteridaceae. Inga underarter finns listade.